# Siegfried Morenz
Kurt Karl Siegfried Morenz (* 22. November 1914 in Leipzig; † 14. Januar 1970 ebenda) war ein deutscher Ägyptologe und Religionshistoriker. Er war 1952–1961 und 1966–1970 Direktor des Ägyptologischen Instituts der Universität Leipzig. Dazwischen lehrte er als Professor für Ägyptologie und Religionsgeschichte an der Universität Basel.

## Leben
Siegfried Morenz war der Sohn des Oberpostinspektors Emil Karl Morenz und der Kaufmannstochter Hilde geb. Weißwange. Nach dem Abitur am Leipziger Schiller-Gymnasium studierte er von 1934 bis 1938 an der Universität Leipzig evangelische Theologie, Philosophie und Religionsgeschichte sowie seit 1935 Ägyptologie, auf die sich sein Interesse schnell richtete. Prägende akademische Lehrer waren der Alttestamentler Albrecht Alt, der Neutestamentler Johannes Leipoldt und der Ägyptologe Walther Wolf. 1939 bestand er das Erste theologische Examen. Wie Leipoldt stand Morenz in dieser Zeit den Deutschen Christen nahe, die Christentum und nationalsozialistische Ideologie zu verbinden suchten. Er arbeitete ab 1939 am Institut zur Erforschung und Beseitigung des jüdischen Einflusses auf das deutsche kirchliche Leben mit. Morenz wurde 1942 an der Universität Leipzig promoviert, Thema der Dissertation war die koptische Geschichte von Joseph dem Zimmermann [Historia Josephi fabri lignarii], die er übersetzte und erläuterte.
Während des Zweiten Weltkriegs war er als wissenschaftliche Hilfskraft am Leipziger Ägyptologischen Institut an der Aufrechterhaltung des Lehrbetriebs und an der Rettung der Museumsobjekte des Ägyptischen Museums beteiligt. Er übernahm die Rückführung von Teilen der ausgelagerten Sammlung und den Wiederaufbau des Instituts. Neuer Standort wurden Räume im Erdgeschoss und Keller in einem Universitätsgebäude in der Schillerstraße 6, in dessen Kellern weiterer ausgelagerter Museumsbesitz die Luftangriffe überdauert hatte. 1951 kam ein Teil der sichergestellten Museumsobjekte wieder nach Leipzig zurück, sodass Morenz damit eine kleine Ausstellung aufbauen konnte. Morenz erlebte die Neueröffnung des Ägyptischen Museums der Universität Leipzig, die erst 1976 ermöglicht werden konnte, nicht mehr mit.
Morenz wurde 1946 Dozent an der Universität Leipzig und habilitierte sich im selben Jahr bei Wilhelm Schubart mit einer Schrift zu Ägyptens Beitrag zur werdenden Kirche. Ab 1948 leitete Morenz, zunächst kommissarisch, das Ägyptologische Institut der Universität Leipzig. Im Februar 1952 wurde er Professor mit Lehrauftrag, im September des Jahres mit vollem Lehrauftrag und zwischen 1954 und 1961 schließlich als Lehrstuhlinhaber für Ägyptologie und hellenistische Religionsgeschichte. Zwischen 1952 und 1958 nahm Morenz zudem nebenamtlich die Leitung der Ägyptischen Abteilung der Staatlichen Museen zu Berlin in Ost-Berlin wahr. Zwischen 1961 und 1966 lehrte Morenz als Lehrstuhlinhaber an der Universität Basel, leitete jedoch im Nebenamt weiterhin das Leipziger Ägyptologische Institut. Danach kehrte er nach Leipzig zurück, wo er bis zu seinem Tod 1970 wieder den Lehrstuhl für Ägyptologie innehatte.
Zahlreiche Veröffentlichungen zur altägyptischen Religion verschafften ihm internationale Reputation. Morenz wurde 1955 ordentliches Mitglied der Sächsischen Akademie der Wissenschaften, war von 1957 bis 1961 stellvertretender Sekretar deren Philologisch-historischer Klasse und von 1966 bis zu seinem Tod Vizepräsident der Akademie. Im Jahr 1953 wurde er mit dem Nationalpreis der DDR ausgezeichnet, 1959 wurde er Ehrendoktor der Theologischen Fakultät der Eberhard Karls Universität Tübingen, 1968 korrespondierendes Mitglied der Bayerischen Akademie der Wissenschaften. Im Jahr 1968 sprach er sich erfolglos gegen die Sprengung der Leipziger Paulinerkirche aus.
Morenz war dreimal verheiratet, zuletzt mit Ruth Morenz geb. Wagner (* 1929), die Dozentin für Tonsatz und Gehörbildung war. Eines seiner drei Kinder, sein Sohn Ludwig Morenz (* 1965), wurde ebenfalls Ägyptologe.

## Schriften (Auswahl)
- Ägyptische Religion (= Die Religionen der Menschheit. Band 8). Kohlhammer, Stuttgart 1960.
- Gott und Mensch im Alten Ägypten (= Kulturhistorische Reihe). VOB Koehler & Amelang, Leipzig 1964.
- Die Heraufkunft des transzendenten Gottes in Ägypten (= Sitzungsberichte der Sächsischen Akademie der Wissenschaften zu Leipzig. Philologisch-Historische Klasse. Band 109, Heft 2, ISSN 0138-3957). Akademie-Verlag, Berlin 1964.
- als Herausgeber: Altägyptischer Jenseitsführer. Papyrus Berlin 3127. Mit Bemerkungen zur Totenliteratur der Ägypter. Edition Leipzig, Leipzig 1964.
- Die Begegnung Europas mit Ägypten (= Sitzungsberichte der Sächsischen Akademie der Wissenschaften zu Leipzig. Philologisch-Historische Klasse. Band 113, Heft 5). Mit einem Beitrag: Herodots Begegnung mit Ägypten von Martin Kaiser. Akademie-Verlag, Berlin 1968.